# Эшли Орион
Эшли Орион (англ. Ashli Orion), настоящее имя Брианна Эчеваррия (англ. Breanna Echevarria, род. 19 июня 1987[…], Сан-Диего, Калифорния, США) — американская модель и порноактриса.

## Карьера в порнофильмах
Карьеру в порноиндустрии начала в 2006 году. На 2015 год снялась в 346 порнофильмах.

## Фильмография
- All About Me 3
- American Anal Sluts
- American Daydreams 7
- Baby Sitters Gang
- Babysitters Gone Bad
- Blow Job Sluts
- Cheer Squad Sleepovers 4
- Co-Ed Sluts Need Cock
- Cum Lovers 2

## Премии и номинации
| Год  | Церемония | Награды                                                             | Фильм | Результаты |
| ---- | --------- | ------------------------------------------------------------------- | --- | ---------- |
| 2010 | Urban X   | Самая горячая межрасовая звезда (поделила первое место с Кэти Кокс) | | Победа     |
| 2011 | AVN Award | Лучшая оригинальная песня                                           | Downtown Girls (song: «Cock») | Номинация  |
| 2011 | AVN Award | Самая жесткая сцена секса                                           | Party of Feet 2 (scene: «Wind Me Up and Eat My Feet») (вместе с Эми Брук, Энди Сан Димас, Энн Мари Риос, Чарли Чейз, Кристина Роуз, Моник Александер, Сэмми Роудс, Синн Сэйдж, Тара Линн Фокс и Белладонной) | Номинация  |
| 2011 | AVN Award | Не подписанная старлетка года                                       | | Номинация  |
| 2012 | AVN Award | Лучшая сцена триолизма (Ж/Ж/М)                                      | Captain America: An Extreme Comixxx Parody (вместе с Чарли Чейзом и Эваном Стоуном) | Номинация  |
| 2012 | Urban X   | IR Star of the Year                                                 | | Номинация  |
| 2012 | Urban X   | Лучшая сцена триолизма                                              | The Baby Sitters Gang (вместе с Лили Лабеу и LT) | Номинация  |
| 2013 | AVN Award | Лучшая сцена двойного проникновения                                 | Big Ass Anal Wreckage (вместе с Нэтом Тёрнером и Уэсли Пайпсом) | Номинация  |
| 2014 | AVN Award | Лучшая сцена триолизма — М/М/Ж (с Марком Зэйном и Ди Снупом)        | Jerkoff Material 9 | Номинация  |